# Selenyj Jar (Kalusch)
Selenyj Jar (ukrainisch Зелений Яр; russisch Зелёний Яр Seljony Jar, deutsch früher Landestreu) ist ein Dorf im Rajon Kalusch (Oblast Iwano-Frankiwsk) in der West-Ukraine (Ost-Galizien). Selenyj Jar bildete bis 2018 mit dem Nachbardorf Nowyzja (Новиця) eine Landratsgemeinde. Am 9. August 2018 wurde das Dorf ein Teil der neugegründeten Landgemeinde Nowyzja (Новицька сільська громада Nowyzka silska hromada).

## Geschichte

Landwirt aus Landestreu, geboren 1869

Das Dorf wurde 1783 von deutschen Siedlern im Zuge der sogenannten „Josefinischen Kolonisation“ nach dem Ansiedlungspatent Kaiser Josefs II. vom 17. September 1781 gegründet.
Wie bei den anderen neueingerichteten Dörfern Galiziens wurde alles nach Vorschriften der habsburgischen Regierung geregelt – bei der Anlage des Dorfes, der Errichtung von Gebäuden und den Verwaltungsakten. Landestreu wurde als parallele zweizeilige Reihensiedlung angelegt, das heißt, jeweils beide Straßenseiten wurden bebaut. Die beiden Wohnstraßen lagen nur gut 50 Meter auseinander. Später wurde von Landestreuern in der Nähe des Dorfs eine Tochtersiedlung Buchenwald gegründet.
Landestreu gehörte zum Kreis Kalusch. Es hatte große Obstgärten und als einziges von allen deutschen Dörfern Galiziens besaß es eine Wasserleitung. Sie diente der Viehtränke und wurde von der Gemeinde selbst gepflegt. Landestreu war auch bekannt durch seine Salzwasserquellen und eine Glockengießerei, die von einer Familie Geib über Generationen betrieben wurde. Wegen finanzieller Schwierigkeiten gab die Familie sie um die Jahrhundertwende auf und wanderte 1902 nach Amerika aus.
Große Teile der deutschsprachigen Dorfbevölkerung wanderten vor 1914 unter anderem nach Landestreu (1909 umbenannt in MacNutt) in der Provinz Saskatchewan, Kanada, und in die USA aus. Es existieren Überfahrtsbelege nach Kanada von 1907. Letzter Schullehrer vor dem Zweiten Weltkrieg war Johann Senger; er fiel im Krieg im Osten Europas.
1939 verließen aufgrund des Deutsch-Sowjetischen Grenz- und Freundschaftsvertrages die deutschstämmigen Dorfbewohner nach 156 Jahren deutscher Siedlung Landestreu, um im Reichsgau Wartheland neu angesiedelt zu werden. Die Höfe der polnischen Vorbesitzer dort wurden enteignet und die ehemaligen Dorfbewohner von Landestreu zogen ein. Nach dem verlorenen Zweiten Weltkrieg flohen viele von ihnen in die westlichen Bundesländer des neuen Deutschland oder in den Osten, die spätere DDR.

## Religion und Kirchengemeinde
Während der Zugehörigkeit zu Österreich waren die Dorfbewohner größtenteils evangelisch. Die Filialkirche Landestreu gehörte zum Pfarramt Ugartsthal der Evangelischen Superintendentur A. B. Galizien.

## Literatur und Quellen

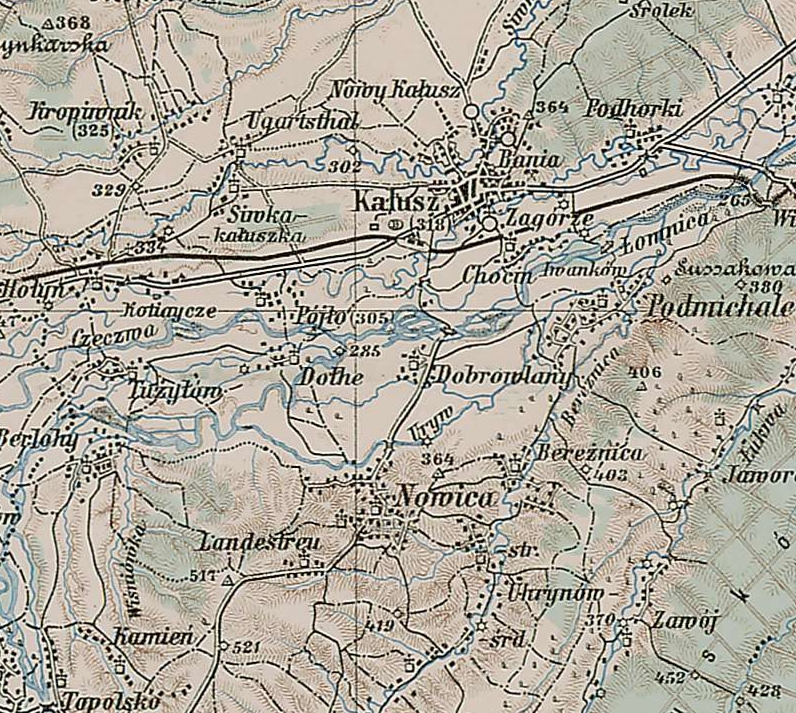
Rajon Kalusch 1889. Ugartsthal westlich und Landestreu südwestlich von Kalusch

## Einwohnerentwicklung der Deutschen
| Jahr          | 1789        | 1934       |
| Einwohnerzahl | 42 Familien | 186 Seelen |